# Cesare Chesini
Cesare Chesini, né le 11 mars 2004 à Negrar, est un coureur cycliste italien. Il est membre de l'équipe MBH Bank Ballan CSB.

## Biographie
Cesare Chesini est né à Negrar, en Vénétie. Il réside habituellement dans la localité de Sant'Ambrogio di Valpolicella. Dès son plus jeune, il commence à s'intéresser au vélo par l'intermédiaire de son oncle Flavio, qui a été lui-même été cycliste professionnel. Sa première licence est prise à sept ans au sein de l'US Ausonia CSI Pescantina, dirigé par Nicola Chesini (avec qui il n'a aucun lien de parenté). 
Dans les rangs juniors, il obtient cinq victoires et diverses places d'honneur. Il finit par ailleurs cinquième de l'édition 2022 du Trofeo Guido Dorigo, une épreuve d'envergure internationale. Chesini intègre ensuite la structure continentale Zalf Euromobil Fior en 2023. Décrit comme un grimpeur, il se fait remarquer dans des courses organisées sur des parcours vallonnés. Il termine notamment deuxième du Giro del Medio Brenta et troisième du Grand Prix de Poggiana en 2024. La même année, il est sélectionné en équipe nationale d'Italie pour participer à la Course de la Paix espoirs, où il se classe quatrième de la première étape. 
En 2025, la formation Zalf Euromobil Fior disparaît. Cesare Chesini retrouve néanmoins un contrat chez MBH Bank Ballan CSB. Sous ses nouvelles couleurs, il remporte une épreuve de la Visegrad 4 Bicycle Race au mois de juillet. Il s'agit de son premier succès acquis sur une compétition inscrite au calendrier de l'UCI.

## Palmarès et résultats

### Classements mondiaux
| Année                                 | 2024  |
| ------------------------------------- | ----- |
| Classement mondial                    | 1110e |
| UCI Europe Tour                       | 751e  |
|                                       |       |
| Légende : nc = non classéSource : UCI |       |